# عبد العزيز جاد
عبد العزيز جاد هو مخرج وكاتب سيناريو ومصمم ملابس ومدير إنتاج مصري.

## أعماله[6]

### إخراج
الإسلام حضارة
1989 - مسلسل
مساعد مخرج أول
شقة الأستاذ عليوة
1989 - فيلم
مخرج مساعد
الإسلام والإنسان
1988 - مسلسل
مخرج مساعد
ملابس الحداد الحمراء
1988 - فيلم
مخرج مساعد
بلاغ للنائب العام: قصة حب
1986 - مسلسل
مساعد مخرج أول
القشرة الذهبية
1985 - مسلسل
مخرج مساعد
رسول الإنسانية
1985 - مسلسل
مخرج مساعد
قضية عم أحمد
1985 - فيلم
مخرج مساعد
سيدة الفندق
1984 - مسلسل
مخرج مساعد
كلاب الحراسة
1984 - فيلم
مخرج مساعد
جدعان باب الشعرية
1983 - فيلم
مخرج مساعد
حادث النصف متر
1983 - فيلم
مخرج مساعد
صاحب الجلالة الحب
1983 - مسلسل
مخرج مساعد
عالم وعالمة
1983 - فيلم
مخرج مساعد
الخبز المر
1982 - فيلم
مخرج مساعد
عريس لفاطمة
1982 - فيلم
مخرج مساعد
الشيطان يعظ/ الجبابرة
1981 - فيلم
مخرج مساعد
القرش
1981 - فيلم
مخرج مساعد
الوحش داخل الإنسان
1981 - فيلم
مخرج مساعد
علاقة خطرة
1981 - فيلم
مخرج مساعد
الأقوياء
1980 - فيلم
مخرج مساعد
الثعالب الصغيرة
1980 - فيلم
مخرج مساعد
العاشقة
1980 - فيلم
مخرج مساعد
بلا خطيئة
1980 - مسلسل
مساعد المخرج
شعبان تحت الصفر
1980 - فيلم
مخرج مساعد
عشاق تحت العشرين
1979 - فيلم
مخرج مساعد
وعاد الماضي
1979 - مسلسل
مساعد مخرج
الأقمر
1978 - فيلم
مخرج مساعد
البؤساء
1978 - فيلم
مخرج مساعد
رحلة داخل امرأة
1978 - فيلم
مخرج مساعد
مكالمة بعد منتصف الليل
1978 - فيلم
مخرج
قطة على نار
1977 - فيلم
مساعد مخرج أول
كان وكان وكان
1977 - فيلم
مخرج مساعد
ميعاد مع سوسو
1977 - فيلم
مخرج مساعد
هكذا الأيام
1977 - فيلم
مخرج مساعد
أخواته البنات
1976 - فيلم
مخرج مساعد
العش الهادئ
1976 - فيلم
مخرج مساعد
الكروان له شفايف
1976 - فيلم
مخرج مساعد
سيقان في الوحل
1976 - فيلم
مخرج مساعد
وبالوالدين إحسانا
1976 - فيلم
مخرج مساعد
الأنثى والذئاب
1975 - فيلم
مخرج مساعد
باي باي ياحلوة
1975 - فيلم
مساعد مخرج
شبان هذه الأيام
1975 - فيلم
مخرج مساعد
شقة في وسط البلد
1975 - فيلم
مساعد مخرج
لا تتركني وحدي
1975 - فيلم
مخرج مساعد
وانتهى الحب
1975 - فيلم
مخرج مساعد
ومضى قطار العمر
1975 - فيلم
مخرج مساعد
أين عقلي
1974 - فيلم
مخرج مساعد
أبناء للبيع
1973 - فيلم
مخرج مساعد
أغنية الموت
1973 - سهرة تليفزيونية
مساعد مخرج
الخوف
1972 - فيلم
مخرج مساعد
الزائرة
1972 - فيلم
مخرج مساعد
الغضب
1972 - فيلم
مخرج مساعد
عاشقة نفسها
1972 - فيلم
مخرج مساعد
أختي
1971 - فيلم
مخرج مساعد
الخيط الرفيع
1971 - فيلم
مخرج مساعد
امرأة زوجي
1970 - فيلم
مساعد مخرج
أنا وزوجتي والسكرتيرة
1970 - فيلم
مساعد مخرج
برج العذراء
1970 - فيلم
مخرج مساعد
حب المراهقات
1970 - فيلم
مساعد مخرج
رجال بلا ملامح
1970 - فيلم
مخرج مساعد
ابن الشيطان
1969 - فيلم
مخرج مساعد
أسرار البنات
1969 - فيلم
مخرج مساعد
الحب سنة ٧٠
1969 - فيلم
مخرج مساعد
فتاة الاستعراض
1969 - فيلم
مخرج مساعد
حكاية ٣ بنات
1968 - فيلم
مساعد مخرج
حلوة وشقية
1968 - فيلم
مساعد مخرج
روعة الحب
1968 - فيلم
مخرج مساعد
أجازة غرام
1967 - فيلم
مخرج مساعد
الخروج من الجنة
1967 - فيلم
مساعد مخرج
القبلة الأخيرة
1967 - فيلم
مخرج مساعد
نورا
1967 - فيلم
مساعد مخرج
المراهقة الصغيرة
1966 - فيلم
مخرج مساعد
عدو المرأة
1966 - فيلم
مخرج مساعد
أغلى من حياتي
1965 - فيلم
مساعد مخرج
للرجال فقط
1964 - فيلم
مخرج مساعد
الأيدي الناعمة
1963 - فيلم
مخرج مساعد
القاهرة في الليل
1963 - فيلم
مخرج مساعد
المتمردة
1963 - فيلم
مخرج مساعد
ثمن الحب
1963 - فيلم
مساعد مخرج
سنوات الحب
1963 - فيلم
مساعد مخرج
منتهى الفرح
1963 - فيلم
مساعد مخرج
امرأة في دوامة
1962 - فيلم
مساعد مخرج
الحب كده
1961 - فيلم
مساعد مخرج
المراهق الكبير
1961 - فيلم
مخرج مساعد
بلا دموع
1961 - فيلم
مخرج مساعد
لا تذكريني
1961 - فيلم
مخرج مساعد
الرباط المقدس
1960 - فيلم
مخرج مساعد
العملاق
1960 - فيلم
مساعد مخرج
رجال في العاصفة
1960 - فيلم
مخرج مساعد
عريس مراتي
1959 - فيلم
مخرج مساعد
نساء محرمات
1959 - فيلم
مخرج مساعد
غريبة
1958 - فيلم
مخرج
ابن حميدو
1957 - فيلم
مخرج مساعد
إسماعيل يس في الأسطول
1957 - فيلم
مخرج مساعد
أنا وقلبي
1957 - فيلم
مساعد مخرج
نساء في حياتي
1957 - فيلم
مخرج مساعد
إسماعيل يس في الجيش
1955 - فيلم
مخرج مساعد
في صحتك
1955 - فيلم
مخرج مساعد
كيلو ٩٩
1955 - فيلم
مساعد مخرج
دستة مناديل
1954 - فيلم
مساعد مخرج
عروسة المولد
1954 - فيلم
مخرج مساعد
لسانك حصانك
1953 - فيلم
مساعد مخرج
مجلس الإدارة
1953 - فيلم
مخرج مساعد
خبر أبيض
1951 - فيلم
مخرج مساعد
خد الجميل
1951 - فيلم
مخرج مساعد
شباك حبيبي
1951 - فيلم
مخرج مساعد
عيني بترف
1950 - فيلم
مخرج مساعد
كانت ملاكا
1947 - فيلم
مخرج مساعد

### صوت
صراع العشاق
1981 - فيلم
مسجل الحوار
صاحب بالين
1946 - فيلم
مهندس الصوت

### انتاج
سلطان
1958 - فيلم
إدارة الإنتاج
هذا هو الحب
1958 - فيلم
مدير الإنتاج

### مصمم ملابس
ثمن الحب
1963 - فيلم
مساعد مخرج
تأليف (1)
كيلو ٩٩
1955 - فيلم
سيناريو